# Raffaele Rossini
Raffaele Rossini (Bari, 9 aprile 1912 – Bari, 29 ottobre 1986) è stato un calciatore e allenatore di calcio italiano, di ruolo attaccante.

## Carriera
Ha giocato in serie A con Bari e Fiorentina.
Negli anni duemiladieci, su iniziativa congiunta dell'Unione Nazionale Veterani dello Sport e del comune di Bari gli viene intitolata una delle salite dello Stadio San Nicola.

## Palmarès

### Club

#### Competizioni nazionali
- Serie B: 1

Bari: 1934-1935